# Via Postumia

Römisches Straßennetz in Italien; die Via Postumia ist grau eingezeichnet

Die Via Postumia war eine Römerstraße in Italien, die von Genua über den Apennin, durch die Po-Ebene bis nach Aquileia führte. Sie hatte eine Länge von rund 300 römischen Meilen (etwa 450 Kilometer).

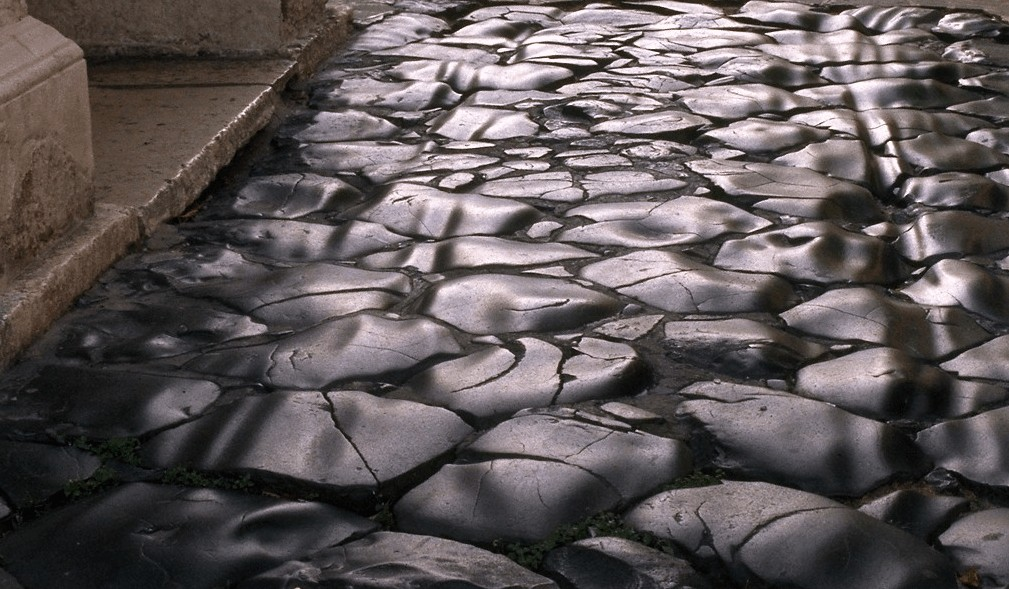
Rekonstruierter Abschnitt der Via Postumia unter dem Arco dei Gavi in Verona

Der Bau der Straße wurde im Jahr 148 v. Chr. im Auftrag des Konsuls Spurius Postumius Albinus Magnus begonnen. An ihrem Verlauf lagen die Städte Tortona, Piacenza, Cremona, Verona und Vicetia. Im östlichen Streckenabschnitt folgt heute die Strada Statale 53 Postumia dem Verlauf der Via Postumia.
Die 78 n. Chr. erbaute Via Flavia ermöglichte über Aquileia von Tergeste (Triest) und Aegida (Koper) nach Colonia Iulia Pollentia Herculanea (Pula) auf Istrien eine anknüpfende Verkehrsroute nach Süden.